# مجموعة أبار أسلام أباد (غرمسير أردستان)
مجموعة أبار أسلام أباد (بالإنجليزية: Mojemueh-ye Chahhay-e Eslamabad)‏ هي منطقة سكنية تقع في إيران في أصفهان.